# Le Pas
Le Pas település Franciaországban, Mayenne megyében. Lakosainak száma 522 fő (2022. január 1.). Le Pas Couesmes-Vaucé, Ambrières-les-Vallées, Brecé, Oisseau és Saint-Mars-sur-Colmont községekkel határos.

## Népesség
A település népességének változása:
| Lakosok száma | 826  | 662  | 586  | 523  | 529  | 541  | 548  | 549  | 539  | 522  |
|               | 1968 | 1982 | 1990 | 2006 | 2013 | 2015 | 2017 | 2019 | 2020 | 2022 |